# Bozjidar Milenkov
Bozjidar Milenkov, född den 1 december 1954, är en bulgarisk kanotist.
Han tog OS-brons i K-4 1000 meter i samband med de olympiska kanottävlingarna 1980 i Moskva.